# تشهار خانوار
تشهار خانوار هي قرية في مقاطعة ميانة، إيران. عدد سكان هذه القرية هو 40 في سنة 2006.